# Albert Fiks
Albert Fiks (Elberfeld, 14 mei 1908 - Laren, 27 september 1945) was een Duits-Nederlands kunstschilder. Na het overlijden van zijn vader in 1909, werd hij opgevoed bij pleegouders in Amersfoort. Hij kreeg daar de bijnaam "Bob van Breda". Fiks overleed aan een bloedvergiftiging.